# Órbita terrestre baixa

Várias órbitas terrestres em escala; o círculo mais interno (em ciano), bem próximo a superfície da Terra, representa a "LEO".

Uma órbita terrestre baixa (LEO, do inglês Low Earth Orbit) é uma órbita em que os objectos, como satélites, se encontram abaixo de 2000 km. Esta região se situa abaixo da órbita terrestre média (MEO) e substancialmente abaixo da órbita geostacionária, mas geralmente entre 350 e os 1400 km acima da superfície da Terra. As órbitas inferiores a esta não são estáveis, e serão alvo de arrastamento atmosférico. Os satélites numa LEO viajam a cerca de 27 400 km/h (8 km/s), o que representa uma revolução de cerca de 90 minutos.
Os objectos em órbita terrestre baixa encontram gases atmosféricos na termosfera (aproximadamente 80–500 km acima da superfície) ou exosfera (aproximadamente 500 km acima), dependendo do comprimento da órbita.